# Elizabeth (krater)
För andra betydelser, se Elizabeth (olika betydelser).
Elizabeth är en nedslagskrater med en diameter på 10 kilometer, på planeten Venus. Elizabeth har fått sitt namn efter det hebreiska kvinnonamnet Elizabeth.